# JMeter
JMeter è un progetto Apache che può essere usato per caricare strumenti di verifica e per analizzare e misurare le prestazioni di una varietà di servizi, con una focalizzazione sulle applicazioni web.
JMeter può essere usato come strumento di test d'unità per le connessioni di basi di dati JDBC, FTP, LDAP, servizi web, JMS, HTTP e connessioni TCP generiche.
JMeter può anche essere configurato come un monitor, sebbene sia considerato una soluzione ad hoc.

## Rilasci
| Versione | Data di rilascio | Descrizione                |
| -------- | ---------------- | -------------------------- |
| 1.0      | 1998-12-15       | primo rilascio ufficiale   |
| 1.0.2    | 1999-02-05       | prima versione in archivio |
| ...      | ...              |                            |
| 2.3RC3   | 2007-07-11       |                            |
| 2.3RC4   | 2007-09-02       |                            |
| 2.3      | 2007-09-24       |                            |
| 2.3.1    | 2007-11-28       |                            |
| 2.3.2    | 2008-06-10       |                            |
| 2.3.3    | 2009-05-24       |                            |
| 2.3.4    | 2009-06-21       | Java 1.4+                  |
| 2.4      | 2010-07-14       | Java 5+                    |
| 2.5      | 2011-08-17       | Java 5+                    |
| 2.5.1    | 2011-10-03       | Java 5+                    |
| 2.6      | 2012-02-01       | Java 5+                    |
| 2.7      | 2012-05-27       | Java 5+                    |
| 2.8      | 2012-10-06       | Java 5+                    |
| 2.9      | 2013-01-28       | Java 6+                    |
| 2.10     | 2013-10-21       | Java 6+                    |
| 2.11     | 2014-01-05       | Java 6+                    |
| 2.12     | 2014-11-10       | Java 6+                    |
| 2.13     | 2015-03-14       | Java 6+                    |
| 3.0      | 2016-05-17       | Java 7+                    |
| 3.1      | 2016-11-19       | Java 7+                    |
| 3.2      | 2017-04-13       | Java 8                     |
| 3.3      | 2017-09-21       | Java 8                     |
| 4.0      | 2018-02-10       | Java 8 / 9                 |
| 5.0      | 2018-09-18       | Java 8+                    |
| 5.1      | 2019-02-19       | Java 8+                    |
| 5.1.1    | 2019-03-19       | Java 8+                    |
| 5.2      | 2019-11-03       | Java 8+                    |
| 5.2.1    | 2019-11-24       | Java 8+                    |
| 5.3      | 2020-05-15       | Java 8+                    |
| 5.4      | 2020-12-04       | Java 8+                    |
| 5.4.1    | 2021-01-22       | Java 8+                    |
| 5.4.2    | 2021-12-16       | Java 8+                    |
| 5.4.3    | 2021-12-24       | Java 8+                    |

Fonte: